# 마이클 채프먼

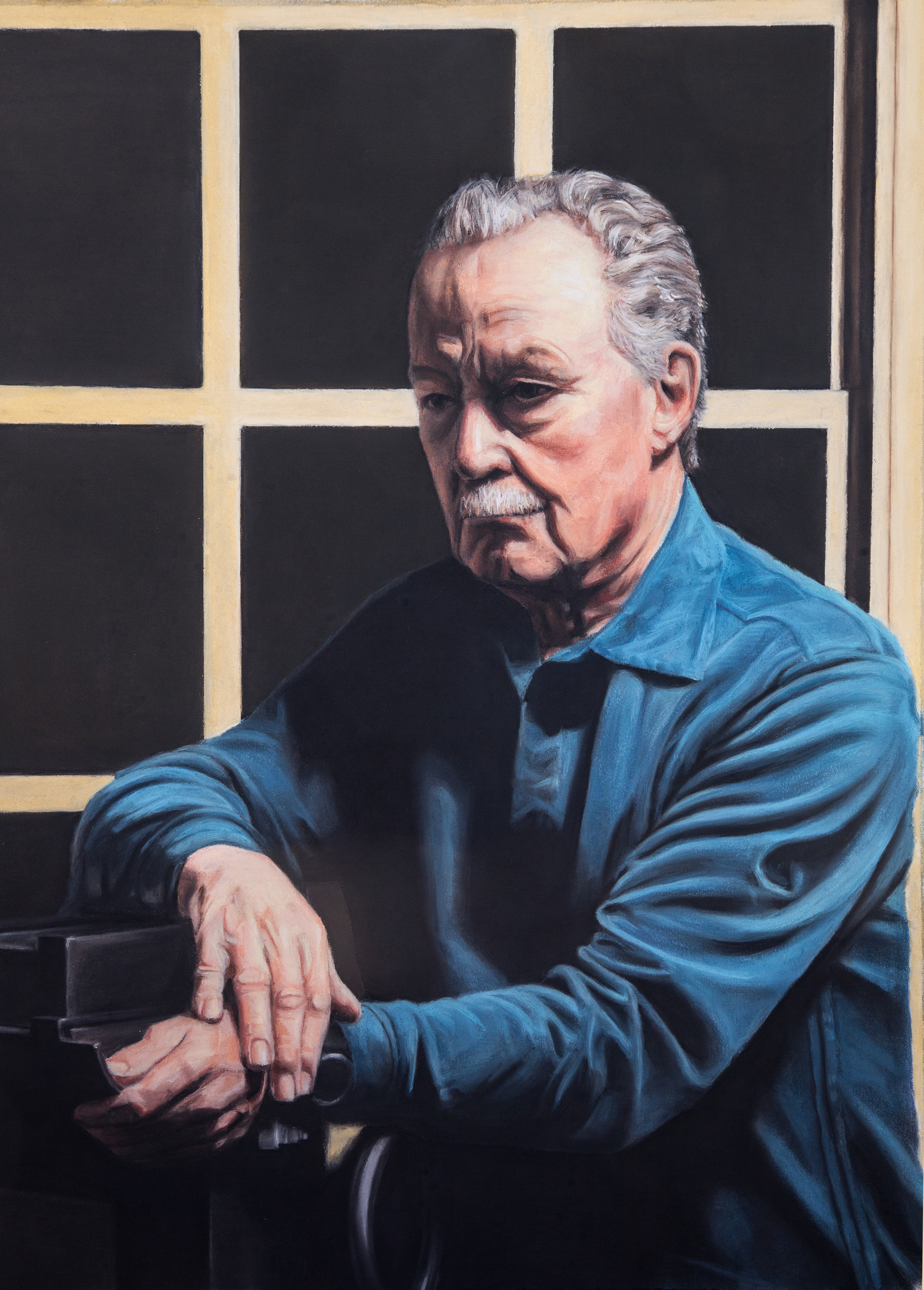

마이클 채프먼(Michael Chapman, 본명: Michael Crawford Chapman, 1935년 11월 21일 ~ 2020년 9월 20일)은 미국의 촬영 감독이자 영화 감독이다. 1970년대와 1980년대의 뉴 할리우드의 수많은 영화 작품에 참여했다.
1935년 뉴욕에서 태어나 매사추세츠주에서 자랐다.

## 참여 작품
- 마지막 지령
- 프론트 (영화)
- 택시 드라이버
- 라스트 왈츠
- 우주의 침입자
- 금지구역
- 성난 황소 (1980년 영화)
- 죽은자는 체크무늬를 입지 않는다
- 전자 두뇌 인간
- 로스트 보이
- Bad (마이클 잭슨의 노래)
- 25시의 추적
- 스크루지 (1988년 영화)
- 고스트버스터즈 2
- 도망자 (1990년 영화)
- 유치원에 간 사나이
- 할리우드 의사
- 어둠 속의 정사
- 도망자 (1993년 영화)
- 떠오르는 태양
- 스페이스 잼
- 프라이멀 피어 (영화)
- 식스 데이 세븐 나잇
- 스토리 오브 어스
- 왓쳐 (2000년 영화)
- 에볼루션 (영화)
- 서스펙트 제로
- 하우스 오브 디
- 훗 (영화)
- 비밀의 숲 테라비시아 (2007년 영화)

### 감독
- 뜨거운 가슴으로 내일을
- 에이라의 전설
- 바이킹의 전설

### 기타 작품
- 남편들
- 콜걸 (1971년 영화)
- 대부 (영화)
- 배드 컴퍼니 (1972년 영화)
- 죠스 (영화)
- 여름날 파티에서 대학살